# Ново-Сибаево
Ново-Сибаево (баш. Яңы Сибай) — упразднённая деревня в составе Сибайского сельсовета Баймакского района. Существовала до 1939 года.

## География
Располагалась на р. Карагайлы (по другим данным на реке Камышлы-Узяк) в 25 верстах от рп Баймак.

## История
Основана в 1850 жителями д. Сибаево (ныне село Старый Сибай) Бурзянской волости на собственных землях как выселок.
Краевед Рамазан Утягулов (газета «Сибайский рабочий»,
4 февраля 2011): «…на том месте, где возникла
д. Ново-Сибаево, были расположены кочевья рода Сибаевых. Со временем там и появилась деревня Ново-Сибаево, основателем которой является старшина 6-го башкирского кантона 12-й юрты Шаяхмет Сибаев… Он пользовался огромным авторитетом среди населения как сэсэн-импровизатор и административный деятель… А в 1857 году он был избран начальником Тамьян-Катаевского кантона (штаб-квартира его находилась в д. Рахметово Абзелиловского района). В 1955 году, когда возник спор, чье имя должен носить город, было принято бесповоротное решение: имя Сибаева — основателя д. Ново-Сибаево».
В конце 1912 года житель деревни Амир Абдулкасимович Худайбердин привез в Южно-Уральское горное акционерное общество в деревне Баймако-Таналыково (ныне город Баймак) образцы глины из окрестностей аула. Анализы показали: бурый железняк со значительным содержанием золота и серебра.
В 1915 году была пробита разведочная шахта. На землях сибайцев началась добыча руды.
В 1920 учтены хутор Ново-Сибаевский (237 жителей) и деревня Ново-Сибаево (102 жителя).
В 1925 г. на месте д. Ново-Сибаево возник рудник, выросший в поселок, затем и в город Сибай.
В связи с разработкой Сибайского медноколчеданного месторождения в 1939 жители переселены в микрорайон Горный рп Сибай.

## Население
В 1866 в 15 дворах проживало 64 человек, в 1891 в 18 дворах — 99, в 1900 — 83, 1920—102.

## Инфраструктура
Основа экономики — сельское хозяйство .